# Уилям Бъкланд
Уилям Бъкланд (на английски: William Buckland, р. 12 март 1784; п. 24 август 1856) е един от първите английски геолози и палеонтолози.
През 1824 г. Уилям Бъкланд публикува първото научно описание на месояден динозавър. Бъкланд изследва огромните зъби на динозавъра, открит от него в Англия. Нарича го с името Мегалозавър.